# Убивство (телесеріал)
«Уби́вство» («Вби́вство»; англ. The Killing)  — американо-канадійський драматичний детективний телесеріал про серійні вбивства, ідею для якого було взято з однойменного данського серіалу, відомішого за назвою Forbrydelsen, що в перекладі з данської мови означає «злочин». Задум створити американську версію належить Віні Сад, а екранізація серіалу була здійснена за підтримки Fox Television Studios та FuseEntertainment. До першого сезону увійшло 13 серій. Перша серія тривалістю в дві години з'явилася на каналі AMC 3 квітня 2011 року. 13 червня 2011 року був анонсований другий сезон, який теж містив 13 серій.

## Сюжет
Події відбуваються в Сіетлі, штат Вашингтон. Головною сюжетною лінією є розслідування вбивства місцевої дівчини-підлітка Роузі Ларсен. У кожній серії глядач стає свідком приблизно 24 годин подій у серіалі. Перший сезон показує два тижні розслідування та зосереджує увагу глядача на трьох сюжетних лініях: розслідування поліцією вбивства Роузі Ларсен, спроби родини дівчини знову зажити нормальним життям та яскраві зміни у перебігу політичної кампанії, що тісно переплітається зі справою про вбивство.
Головним героєм серіалу стає Сара Лінден (Мірей Інос), досвідчений детектив у вбивчих справах, яка от-от піде у відставку в такому ранньому віці для того, щоб перебратися до свого нареченого (Келлем Кіс Ренні) до Сономи, штат Каліфорнія. В останній день на роботі у Лінден з'являється партнер-новачок, детектив у вбивчих справах Стівен Холдер (Джоел Кінаман), який нещодавно завершив операцію під прикриттям у справі, пов'язаній з бандитизмом та наркотиками. Ексцентрична та дивакувата манера роботи Холдера стає повною протилежністю стриманого стилю Лінден. Їм обом дають завдання оглянути можливе місце злочину у місцевому парку на околиці, де і був знайдений закривавлений жіночий светр та кредитна картка на ім'я Стена Ларсена (Брент Секстон), який повідомив поліції, що його родина щойно повернулася з кемпінгу. Сімнадцятирічна донька Роузі не поїхала в подорож з сім'єю. Виявилося, що нікому не було відомо, де знаходилася Роузі, тож її батько Стен та поліція починають пошуки. Згодом у озері того ж парку знаходять авто виборчої кампанії кандидата на посаду мера — міського радника Дарена Річмонда (Біллі Кемпбел). В багажнику авто знаходиться тіло Роузі.
В той час, як родина Ларсен намагається впоратися з горем, підозри поліції падуть на багатого хлопця Роузі — Джаспера та його друга Кріса, який торгує наркотиками, та був на шкільній вечірці того вечора, коли зникла Роузі. Підозри посилюються, коли до рук поліції потрапляє відео, на якому Джаспер та Кріс займаються статевим актом з кимось, одягнутим у хеллоуінське вбрання Роузі . У кімнаті, де було знято відео, також знаходять кров. Однак подруга Роузі зізнається, що на плівці саме вона.
Наступним підозрюваним поліції стає шкільний вчитель Роузі з англійської мови Беннет Ахмед (Брендон Джей Макларен) після того, як стає відомо, що він таємно писав Роузі листи та вступав у заборонений викладацькою етикою контакт зі своїми ученицями в минулому. Зокрема його теперішня дружина була колись його студенткою. Підозри наростають, коли поліція дізнається, що Роузі приходила до Беннета у вечір зникнення, про що Ахмед не розповів детективам. Інформація про те, що поліція зацікавилася особою Беннета, опиняється у пресі, що призводить до нападів на мечеть, до якої він приходив молитися. Така інформація також завдає великої шкоди політичній кампанії Річмонда, адже Ахмед був волонтером-представником суспільно корисної програми, засновником якої був кандидат на посаду мера. Річмонд не бажає відмовлятися від зв'язків з Ахмедом через відсутність ґрунтовних доказів його вини. Після того, як поліції не вдається зібрати достатньо доказів, щоб арештувати шкільного вчителя, Мітч Ларсен підбурює чоловіка, який в минулому був членом організованої злочинної групи, до помсти над Ахмедом. Стен Ларсен здійснює жорстоке побиття, і Беннет Ахмед опиняється в комі. Однак згодом виявляється, що Беннет — не винний, і його друг, що був у нього вдома того вечора, забезпечує йому тверде алібі. Після того, як з'ясовується, що Беннет не скоював вбивства, Стен Ларсен зізнається у всьому поліції.
Не маючи жодного серйозного підозрюваного, детективи дізнаються про те, що Роузі часто навідувалася до одного з казино на території корінних індіанців та неодноразово клала гроші на банківський рахунок ні ім'я своєї тітки Террі (Джеймі Енн Олман). Як виявилося, в минулому Террі була повією в одному з елітних закладів, в чому поліція також запідозрила і Роузі. Террі розповідає детективам про одного з клієнтів, який погрожував втопити ще одну повію. Згодом виявиться, що цим клієнтом є Дарен Річмонд. Ще на початку розслідування поліція зняла підозри з Річмонда у зв'язку з тим, що менеджер його політичної кампанії (Крістін Леман), з якою й нього були романтичні стосунки, забезпечила йому алібі. Однак, коли вона дізнається, що у нього є ще одні стосунки на стороні, то розповідає, що Дарена не було декілька годин тієї ночі, коли вбили Роузі. Холдер знаходить фото з камер контрольного посту міста, де чітко видно, як Річмонд покидає казино в авто, в якому було знайдено тіло Роузі. Поліція зарештовує Річмонда, його кампанія сходить нанівець, а Лінден разом зі своїм сином сідає на літак до Сономи. Річмонд з'являється у принизливому становищі в наручниках та під конвоєм біля поліцейського відділку. Белко Ройс (Брендон Секстон ІІІ), друг родини Ларсенів, підходить до Дарена Річмонда та витягає зброю. В цей час Лінден отримує телефонний дзвінок з поліцейського відділку штату та дізнається про те, що в контрольному пості, на камерах якого начебто було видно Річмонда, декілька місяців назад було здійснено злам, і жодної плівки там знайдено зараз, насправді, не було. Залишається декілька хвилин до відльоту, і Лінден усвідомлює, що Холдер, мабуть, сфальсифікував докази, а Річмонд, скоріш за все, ні в чому не винний.

## Акторський склад та герої серіалу

### Головний акторський склад
- Кеті Фіндлей в ролі Роузі Ларсен
- Мірей Інос в ролі Сари Лінден, головний детектив у вбивчих справах
- Біллі Кемпбелл в ролі Дарена Річмонда, політичний діяч, що балотується на посаду мера міста Сіетл
- Юель Кіннаман в ролі Стівена Холдера, напарник Сари, детектив у вбивчих справах
- Мішель Форбс в ролі Мітч Ларсен, мати Роузі
- Брент Секстон в ролі Стенлі Ларсена, батько Роузі
- Крістін Леман в ролі Гвен Ітен, коханка Дарена та його політичний радник
- Ерік Лейден в ролі Джеймі Райта, менеджер політичної кампанії Дарена
- Брендон Секстон ІІІ в ролі Белко Ройса, працівник Стена та його близький друг
- Джеймі Енн Олман в ролі Террі Марек, молодша сестра Мітч та тітка Роузі
- Енні Корлей в ролі Реджі Дарнел, соціальний наглядач Сари, яка заміняє їй матір та допомагає піклуватися про сина Сари — Джека

### Актори другого плану
- Брендон Джей Макларен в ролі Беннета Ахмеда, шкільний вчитель Роузі Ларсен
- Келлім Кіт Ренні в ролі Ріка Фелдера, наречений Сари
- Кейсі Рол в ролі Стерлінг Фітч, найкраща подруга Роузі
- Патрік Гілмор в ролі Тома Дрекслера, успішний підприємець, який фінансує політичну кампанію Річмонда
- Річард Гармон в ролі Джаспер Амес, колишній хлопець Роузі.
- Ліам Джеймс в ролі Джека Ліндена, син Сари
- Ешлі Джонсон в ролі Ембер Ахмед, дружина Беннета Ахмеда
- Гарі Чак в ролі лейтенанта Майкла Оукса, начальник детективів

## Випуск
Пробна версія була замовлена телеканалом АМС в січні 2010 року. Вже в серпні того ж року було здійснено замовлення на зйомку та екранізацію усіх серій. Зйомки серіалу відбувалися у Ванкувері, Британській Колумбії. Робота на пробною версією почалася 2 грудня 2010 року. Авторами пробної версії були Віна Сад, головний режисер-постановник та Петті Дженкінс, режисер серіалу.
Головний режисер-постановник Віна Сад пояснює різницю між американкою та данською версією: «Ми створили власний світ. Версія данських режисерів була для нас лише чорновим проектом, в який ми внесли досить багато змін та побудували зовсім інший світ серіалу — світ підозрюваних, світ потенційних та справжнього убивці Роузі Ларсен». Сад характеризує серіал властивою йому інтригуючою манерою розповіді, яку вона називає «повільне згорання». Вона має на увазі те, що замість того, щоб прикрашати певні моменти чи спрощувати їхнє сприйняття глядачем, їм вдалося дотриматися головного правила розповіді сюжетної історії — заглянути всередину найпотаємніших, найвідвертіших, найчудовіших та водночас найтрагічніших місць життєвої драми подій.

## Відгуки
Прем'єра серіалу зустріла гучні позитивні відгуки. Тім Гудман, журналіст The Hollywood Reporter написав чудову критичну статтю до серіалу, де називає його «неперевершеним, незвичайно цікавим — словом серіал, від якого неможливо відірватися. Йому властива найважливіша ознака якісного телесеріалу — при закінченні кожної серії, глядач з величезним нетерпінням чекає на продовження». Гудман також захоплюється грою Мірей Інос в ролі Сари та каже: «Варто трохи поспостерігати за грою Інос в ролі Сари, і тебе поглинає цікавість до цієї жінки. Ще ніколи, мабуть, в історії американського кіно не було такого чудового жіночого персонажу». Оцінка Кена Такера з Entertainment Weekly — 4 з плюсом. За його словами гра акторів є досить хорошою. Він каже, що, на перший погляд серіал може здатися занадто спокійним та повільним, але насправді це не так. Напруга зростає поступово, щоразу підсилюючи емоційну сторону подій. За словами Алекса Страчана з The Vancouver Sun, серіал «повністю занурений у атмосферу непохитного абсолютного реалізму скандинавських авторів кримінальних романів Генінга Манкела та Стіга Ларсона». Він також стверджує, що насправді головним в серіалі не є вбивство молодої дівчини; в центрі уваги — своєрідне психологічне дослідження драматичних подій після злочину, намагання дружньої спільноти оговтатися після жахливого потрясіння та спроби матері, батька та братів загиблої придушити біль втрати, і кожен робить це по-своєму. Мет Раш з TV Guide в захваті від серіалу. Він характеризує гру акторів, як «неперевершену» та каже, що його «наче безнадійно поглинув похмурий настрій подій, пов'язаних із вбивством у Сіетлі». За його словами, найбільше його вразило те, як на відміну від сучасних схожих одне на одного серіалів про розслідування поліції режисери «Вбивства» вдало та реалістично показують усю трагічну картину впливу таких жахливих подій на родину, спільноту та людей, що беруть участь у розслідуванні. За словами Мета Раша — глядач не нудьгує ані хвилини.
Наступні серії вже не мали такого шаленого успіху, адже, на думку критиків, в них було забагато невірних відволікаючих підозр та замовчування фактів з минулого героїв серіалу. Це ускладнювало можливість простеження зв'язку підозрюваних з Роузі самим глядачем. Останню серію першого сезону піддала значній критиці велика кількість кіноекспертів. За версією The Los Angeles Times це «одна з найдивніших кінцівок сезону в історії кінематографу», а Алан Сепінвол назвав заключну серію просто «обурливою». Морін Раян з AOL TV вважає, що перший сезон «забрав будь-яке бажання дивитися серіал знову та чекати на продовження».

## Рейтинги
«Убивство» було другим найуспішнішим оригінальним серіалом телеканалу АМС після The Walking Dead(Ходячі мерці). Прем'єра зібрала біля екранів телевізорів 2.7 мільйонів глядачів. Дворазовий повторний показ першої серії підвищив рейтинги до 4.6 мільйонів. Прем'єра серіалу в Великій Британії зацікавила 2.2 мільйони людей.

## Нагороди та номінації
Серіал тричі номінували на церемонії телевізійних нагород 1st Critics Choice («Вибір критиків № 1»). Однією з номінацій була номінація на найкращий серіал-драму. Також Мірей Інос та Мішель Форбс були номіновані на звання найкращої головної актриси та найкращої актриси другорядного плану відповідно. Загалом серіал отримав шість номінацій на 63-й церемонії нагород «Прайм-тайм Еммі». Зокрема Мірей Інос та Мішель Форбс знову були номіновані на звання найкращої головної актриси та найкращої актриси другорядного плану у серіалі-драмі відповідно. Віну Сюд було номіновано на звання найкращого сценариста серіалу-драми, а Петті Дженкінс — на звання найкращого кінорежисера-постановника. Також серіал отримав номінації за добре підібраний акторський склад та найкращий однокамерний відеомонтаж серіалу-драми.

## Реклама серіалу в Інтернеті
Частиною рекламної кампанії серіалу телеканалу АМС «Убивство» в Інтернеті було створення вебсторінки — так званої «Кімнати Роузі», такої собі віртуальної версії спальної кімнати жертви серіалу Роузі Ларсен, де користувачі мали змогу дізнаватися більше про життя дівчини, та, можливо, знайти підказки, що вкажуть на винуватця її передчасної смерті. Користувач міг понишпорити в її тумбочці, заглянути під ліжко, послухати повідомлення на автовідповідачі, переглянути її колекцію музичних пластинок та отримати доступ до її персонального комп'ютера, сторінки соціальної мережі, фото та електронної пошти. Реклама також включала інтерактивну додаткову прикладну програму «Детектор Підозрюваних». Метою програми була можливість глядачів щотижня здійснювати голосування та обирати свого особистого головного підозрюваного у процесі розслідування. Також користувачі мали змогу висувати власні теорії стосовно підозрюваних та спілкуватися на цю тему з іншими глядачами. Незадовго до екранізації першого сезону серіалу світ побачило опитування під назвою «How Would You Be Castin a Crime Thriller?» («Яким героєм були б ви у цій кримінальній історії?») Завдяки такому опитуванню кожен мав змогу визначити, яку роль отримав би у перебігу подій серіалу (отримання результату відбувалося на основі реакції опитуваного на різноманітні ситуації, пов'язані зі злочинною діяльністю). На вебсторінці серіалу «Вбивство» можна було також переглянути відео самого процесу зйомок, пограти у Інтернет ігри, переглянути фотогалереї, поглянути на перелік майбутніх серій та імена акторського складу; відвідати блог та соціальний Інтернет форум.

## Серіал в Україні
Перший сезон телесеріалу транслювався на телеканалі «1+1» з серпня по вересень 2013 року.